# Kleine bijvlieg
De kleine bijvlieg (Eristalis arbustorum) is een insect uit de familie zweefvliegen (Syrphidae).

## Beschrijving
De kleine bijvlieg is samen met Eristalis abusiva de kleinste vertegenwoordiger van het geslacht Eristalis. E. arbustorum onderscheidt zich van E. abusivus door lang behaarde antenneborstels. Met een loep is dit te zien maar het blijft moeilijk. Bij de mannetjes raken de ogen elkaar over enige afstand. De ogen van de vrouwtjes raken elkaar niet.
Bij de mannetjes is er op het achterlijf van segment 2 een grote roodbruine tot oranje vlek zijvlek die verbonden is met eenzelfde type vlek op segment 3. Bij de vrouwtjes is deze vlek enkel op segment 2 aanwezig. De grootte van deze gele vlekken varieert afhankelijk van de temperatuur tijdens de ontwikkeling van de pop. In de lente zijn deze vlekken veel kleiner dan bij de volwassen vliegen in de zomer. In de lente zijn de vrouwtjes bijna helemaal zwart en beperkt het geel van de mannetjes zich tot het tweede segment. In de zomer hebben de vrouwtjes grote gele vlekken op het tweede segment en helder witte segmentranden. Het geel van de mannetjes kan zich wel tot op het vierde segment uitbreiden. Dit verschijnsel heet fenotypische plasticiteit.

## Verspreiding
De kleine bijvlieg is een algemene soort in Nederland en België.

## Levenscyclus
Vrouwtjes leggen eieren op vervuild en zuurstofarm water. De larven uit deze eieren eten micro-organismen in het water en ademen met behulp van een zuigbuis (een soort snorkel) aan de oppervlakte van het water. Deze larven worden rattenstaartlarven genoemd. Na verschillende vervellingen migreert de larve naar drogere gebieden om te verpoppen. De larve trekt samen en ontwikkelt na een laatste vervelling 'hoorntjes. De volwassen vliegen moeten eerst opdrogen voordat de vrouwtjes op zoek gaan naar voedsel (stuifmeel en nectar) en de mannetjes op zoek naar vrouwtjes. Voordat er een paring is zweven de mannetjes als een soort paringsdans boven de vrouwtjes terwijl deze foerageren op bloemen. Soms zijn er verschillende mannetjes boven een vrouwtje aan het zweven. Een paring is nog niet waargenomen.
De kleine bijvlieg heeft een voorkeur voor bloemen die een goede landingsmogelijkheid bieden. Ze zijn vaak te vinden op Koolzaad, Margrieten, Kamille en dergelijke bloemen.

## Kweken
Het is ook mogelijk om E. arbustorum te kweken. Uit onderzoek blijkt dat in zeldzame gevallen de larven van E. arbustorum zich kunnen verdubbelen.